# 大館市立南小学校
大館市立南小学校（おおだてしりつ みなみしょうがっこう）は、秋田県大館市下川原にある公立小学校。略称は南小（みなみしょう）。

## 概要
大館市中心部から南西に進んだ農村地帯にある小学校で、進学先のひとつである南中学校が隣接している。

## 沿革
- 1976年（昭和51年）
  - 4月1日 - 二井田・真中・杉沢の3小学校を統合し、「大館市立南小学校」として開校[1]。
  - 6月 - 体育館を落成[2]。
  - 7月 - プールを落成。新校舎ならびにプール竣工の記念式典を挙行[3]。校歌と校章を制定。校旗を樹立[1]。
- 1978年（昭和53年）8月27日 - 土俵を設置[1]。
- 1980年（昭和55年）11月15日 - PTAの協力により、健康広場が完成[1]。
- 1991年（平成3年）9月29日 - 台風19号により、屋根のトタンが剥がれる被害が生じた。また、台風の影響で学習発表会を延期[1]。
- 1992年（平成4年）8月30日 - 前年の台風19号によって被災した天井を張り替え[1]。
- 1995年（平成7年）7月31日 - 創立20周年を記念し、「ひょうたん池」を設置[1]。
- 2000年（平成12年）6月5日 - 創立25周年を記念し、航空写真撮影を実施[1]。
- 2001年（平成13年）
  - 10月6日 - ふるさと子どもドリームアップ事業の一環として、なかよし広場に花時計を設置[1]。
  - 11月19日 - 屋外バスケットボールコートを設置。南学区教育振興会より、バスケットボールゴール2基が寄贈される[1]。
- 2004年（平成16年）4月5日 - この年度から2学期制を実施[1]。
- 2005年（平成17年）7月22日 - 創立30周年を記念し、航空写真撮影を実施[1]。
- 2009年（平成21年）9月3日 - 校門から児童昇降口までの舗装工事が完了[1]。
- 2012年（平成24年）4月5日 - この年度から3学期制に復す[1]。
- 2015年（平成27年）
  - 10月18日 - 創立40周年記念式典を挙行し、記念講演会を開催[1]。
  - 10月30日 - 校舎および体育館の耐震補強工事を実施[1]。
- 2020年（令和2年）
  - 3月2日 - 新型コロナウイルス感染拡大防止対策として、4月5日まで臨時休校[1]。
  - 4月25日 - 新型コロナウイルス感染拡大防止対策として、5月6日まで臨時休校[1]。
- 2023年（令和5年）
  - 3月15日 - 強風により校舎の屋根が剥がれる。翌月に大規模な補修を行った[1]。
  - 4月1日 - 学校運営協議会制度を導入[1]。

## 施設概要
主な施設。校地面積は22,574.63平方メートルである。
- 校舎（4,923.44 m2[4]） - 1976年竣工の鉄筋コンクリート造2階建て

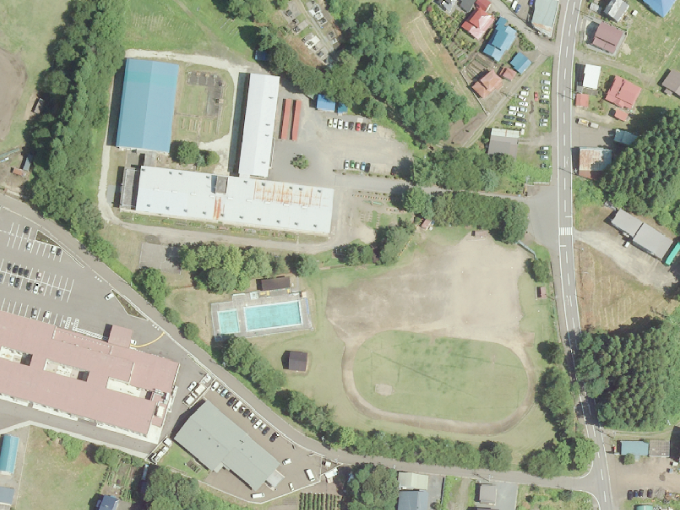
空中写真（2016年7月）

- 屋内運動場（797 m2[5]） - 1976年竣工の鉄骨造平屋建て[2][5]。
- プール - 2000年に改修している[1]。
- 校庭

## 児童数
2024年度（令和6年度）の児童数。
| 学年 | 1年 | 2年 | 3年 | 4年 | 5年 | 6年 | 合計 |
| ---- | --- | --- | --- | --- | --- | --- | ---- |
| 児童 | 13  | 10  | 14  | 10  | 11  | 15  | 74   |

## 通学区域と進学先中学校
出典：

### 通学区域
- 櫃崎
- 高戸谷
- 赤石
- 板沢
- 小袴
- 大披
- 出川
- 下川原（真中・二井田）
- 下村
- 町
- 館
- 小坪川原
- 高村
- 四羽出
- 本宮
- 比内前田
- 杉沢
- 大子内
- 中台

### 進学先中学校
- 大館市立南中学校

## アクセス

### バス
- 秋北バス真中線・二井田線で、「南小学校前」停留所下車。

### 自動車
- 大館市中心部から約10分
- 比内町扇田地区から県道52号経由で約8分

## 周辺
- 特別養護老人ホーム大館南ガーデン
- 県道52号比内田代線
- 秋田県警大館警察署大館南駐在所